# داگر ۳۲۵۶
سیارک ۳۲۵۶ (به انگلیسی: 3256 Daguerre، نامگذاری:1981SJ1) سه هزار و دویست و پنجاه و ششمین سیارک کشف شده‌است که در ۲۶ سپتامبر ۱۹۸۱ کشف شد.
قدر مطلق سیارک برابر ۱۲٫۴۰ است.